# 基輔-斯維亞托申區

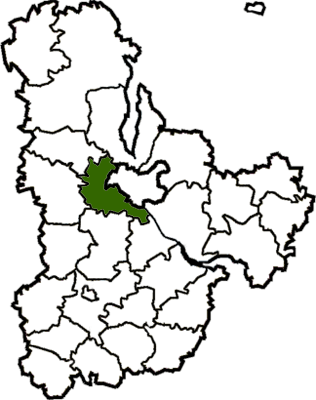
废除前基輔-斯維亞托申區在基辅州的位置

基輔-斯維亞托申區（羅馬化：Kyievo-Sviatoshynskyi raion），曾是烏克蘭中北部基輔州的一個區，行政中心設於基輔（不在本区辖区内），面積726平方公里，2015年人口164,913，人口密度每平方公里215.4人。
该区在2020年7月18日的乌克兰行政区划改革中被撤销，改革后基辅州下分为7个区。該區也有部分區域劃歸基輔市內的霍洛西伊夫區管轄。